# Jolanta Łukaszewicz
Jolanta Łukaszewicz, zamężna Stańczak (ur. 16 czerwca 1966 w Choszcznie) – polska kajakarstwie, olimpijka z Seulu 1988.
Zawodniczka klubu Orzeł Wałcz.
Na igrzyskach w Seulu wystartowała w konkurencji K-2 na dystansie 500 metrów (partnerką była Bożena Książek) zajmując 9. miejsce, oraz w konkurencji K-4 (partnerkami były: Bożena Książek, Elżbieta Urbańczyk, Katarzyna Weiss) na dystansie 500 metrów. Polska osada zajęła 8. miejsce